# JotSpot
JotSpot est une entreprise américaine qui offre des plateformes wiki à ses clients. Le produit fourni est orienté vers les petites et moyennes compagnies. JotSpot a été fondé par Joe Kraus et Graham Spencer, cofondateurs d'Excite.
Parmi les quelques clients de JotSpot: Whole Foods, eBay, Symantec, et Intel.

## Historique de la compagnie
En octobre 2006, JotSpot fut racheté par Google et intégré à ses services sous le nom de Gsites.
Les centres de traitement de données de JotSpot ont été fermés le 15 janvier 2008.

## Applications
Le wiki de JotSpot est connu pour être simple d'utilisation, et dispose de fonctionnalité permettant l'envoi d'e-mail sur chaque page du wiki et dispose aussi d'un tableur intégré.